# Nick Sagan
Pour les articles homonymes, voir Sagan.
Œuvres principales
- Trilogie Idlewild

Nick Sagan, né le 16 septembre 1970 à Boston dans le Massachusetts, est un écrivain américain de science-fiction, fils de l'astronome Carl Sagan.

## Œuvres

### TrilogieIdlewild
1. Idlewild, J'ai lu, coll. Nouveaux Millénaires, 2011 ((en) Idlewild, Bantam UK, 2003), trad. Patrick Imbert, 285 p.  (ISBN 978-2-290-02477-5)Réédition, J'ai lu, coll. « Science fiction » no 10106, 2012, 314 p. (ISBN 978-2-290-02594-9)
2. Edenborn, J'ai lu, coll. Nouveaux Millénaires, 2011 ((en) Edenborn, Bantam UK, 2004), trad. Patrick Imbert, 316 p.  (ISBN 978-2-290-02595-6)Réédition, J'ai lu, coll. « Science fiction » no 10391, 2013, 348 p. (ISBN 978-2-290-02596-3)
3. Everfree, J'ai lu, coll. Nouveaux Millénaires, 2012 ((en) Everfree, Putnam, 2006), trad. Patrick Imbert, 254 p.  (ISBN 978-2-290-02597-0)Réédition, J'ai lu, coll. « Science fiction » no 10547, 2013, 278 p. (ISBN 978-2-290-02598-7)